# Oghul Qaimish
Oghul Qaimish, född okänt år, död 1251, var en kejsarinna och regent över Mongolriket. Hon var kejsarinna 1246–1248 som gift med kejsar Güyük khan, och regent från 1248 till 1251 under det interregnum som uppstod mellan hennes makes död och hans efterträdares tillträde.